# Ліліан Портер
Ліліан Портер (англ. Lillian Porter; нар. 24 лютого 1917, округ Аламіда, Каліфорнія — пом. 1 лютого 1997, Сан-Бернардіно, Каліфорнія) — американська кіно- та телеакторка.

## Життєпис
Народилася в Окленді, штат Каліфорнія. Відвідувала школу в Лос-Анджелесі. У 1940 році входила до драматичної школи 20th Century Fox.
11 липня 1946 року одружилася з актором Расселом Гайденом у Беверлі-Гіллз, Каліфорнія. 
У 1947 році вирушила з ним у тур Сполученими Штатами, даючи живі виступи. Була в шлюбі до смерті чоловіка в 1981 році.
У 1981 році продовжила щорічний захід зі збору коштів для фонду, який допомагав дітям з серйозними проблемами зі здоров'ям. Збір коштів включав їжу та розваги та доступ до ранчо Гайден, єдиний раз, коли ранчо було відкрите для публіки.
Ліліан Портер померла в 1997 році, за кілька тижнів до свого 80-річчя, з невідомих причин.

## Вибрана фільмографія
| Рік  |   | Українська назва          | Оригінальна назва             | Роль                            |
| ---- | - | ------------------------- | ----------------------------- | ------------------------------- |
| 1936 | ф | Спальня для дівчат        | Girls` Dormitory              | студентка                       |
| 1938 | ф | Моя щаслива зірка         | My Lucky Star                 | студентка                       |
| 1939 | ф | Три мушкетери             | The Three Musketeers          | дівчина, що махає рукою в кінці |
| 1939 | ф | Сім'я Джонсів у Голлівуді | The Jones Family in Hollywood | Гелен                           |
| 1939 | ф | Друга скрипка             | Second Fiddle                 | дівчина Джиммі                  |
| 1939 | ф | Чарівник країни Оз        | The Wizard of Oz              | манчкін                         |
| 1941 | ф | Та ніч у Ріо              | That Night in Rio             | Луїза                           |
| 1941 | ф | Ковбой і блондинка        | The Cowboy and the Blonde     | касир                           |
| 1941 | ф | Серенада сонячної долини  | Sun Valley Serenade           | телефоністка                    |
| 1943 | ф | Мила Розі О'Грейді        | Sweet Rosie O'Grady           | хористка                        |